# Xã Normanna, Quận Cass, Bắc Dakota
Xã Normanna (tiếng Anh: Normanna Township) là một xã thuộc quận Cass, tiểu bang Bắc Dakota, Hoa Kỳ. Năm 2010, dân số của xã này là 333 người.